# Idris I.
Král Idris I. Libyjský, GBE (arabsky إدريس الأول), celým jménem Saíd Muhamad Idris bin Saíd Muhamad al-Mahdí al-Senussi (13. března 1890 – 25. května 1983), byl prvním a jediným králem Libye. Vládl v letech 1951–1969 a byl současně hlavou dynastie Senussiů.

## Mládí
Narodil se v Al-Džagbúbu, v ústředí hnutí Senussiů, jako syn Saída Muhammada al-Mahdího bin Saída Muhammada al-Senussiho a jeho páté ženy Aishy bint Ahmad al-Syrte. Idris byl vnukem Saída Muhammada bin Alího as-Senussiho, zakladatele muslimského súfijského řádu Senussiů. Roku 1916 se po abdikaci svého bratrance Saída Ahmeda Šarífa as Senussiho stal hlavou řádu Senussiů. Byl uznán Brity s novým titulem emíra území Kyrenaika, který byl posléze uznán také Italy (1920). V roce 1922 se též stal emírem Tripolska.
Počátky jeho politického života se nesly ve znamení snah o vyjednání nezávislosti pro Kyrenaiku. V roce 1922 se po italském vojenském útoku proti Libyi uchýlil do exilu. Jako základna v guerillové válce proti italským koloniálním úřadům mu tehdy sloužil Egypt.

## Druhá světová válka
Během druhé světové války, podporoval Idris Spojené království v naději, že se jeho vlast jednou provždy zbaví italské okupace. Proto také přivedl příslušníky hnutí Senussiů a kyrenejské vlastence do boje po boku Spojenců proti Ose. S porážkou německých a italských sil vedených Erwinem Rommelem se konečně mohl vrátit do hlavního města Benghází a zformovat oficiální vládu.
K nevoli domácích arabských nacionalistů a podpůrců panarabismu v sousedních státech zachovával král Idris těsné vztahy se Spojeným královstvím a USA, a později dokonce intervenoval proti Egyptské agresi během Suezské krize roku 1956.[zdroj⁠?!]
Jiným ohrožením jeho panování byla nevyslyšená snaha o mužského potomka, jenž by jej později nahradil na trůně. Ekonomika státu díky výtěžkům z ropných polí a díky přítomnosti letectva Spojených států amerických na základně Wheelus poblíž Tripolisu vzrůstala, avšak královo zdraví se začalo zhoršovat.[zdroj⁠?!]

## Převrat a exil

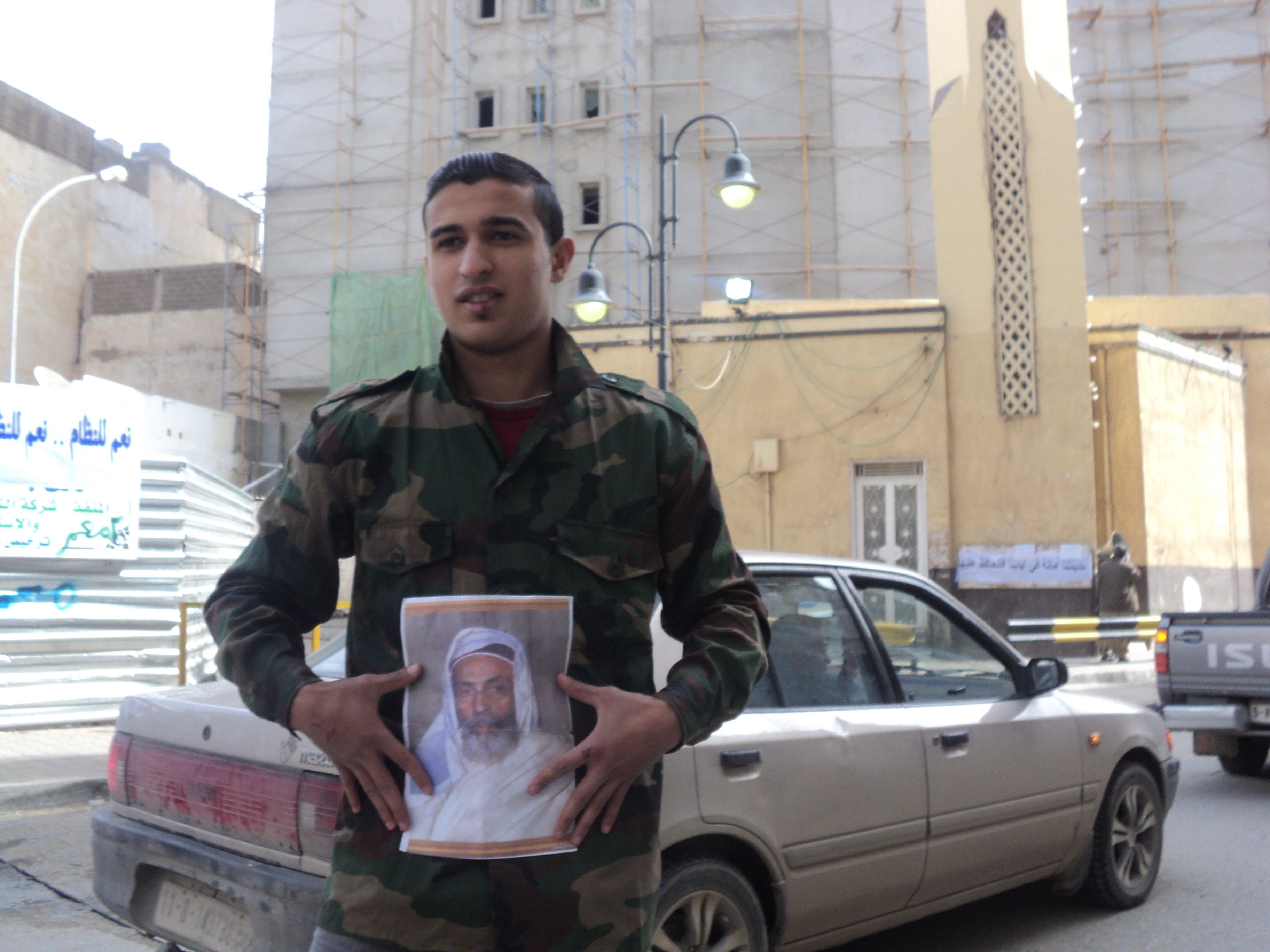
Mladý obyvatel Bengází nesoucí během revoluce roku 2011 fotografii krále Idríse

1. září 1969, kdy byl král Idrís v Turecku, aby se podrobil lékařskému zákroku, byl sesazen libyjskou armádou pod velením Muammara Kaddáfího při státním převratu. Převrat předešel abdikaci krále Idríse určené na 4. srpna 1969, s platností od 2. září 1969, ve prospěch jeho synovce korunního prince Hasana as-Senussiho.
Po převratu byl král Idrís souzen in absentia „Libyjským lidovým soudem“ a v listopadu 1971 nad ním byl vynesen rozsudek smrti.
Podařilo se mu lodí dostat do města Kamena Vourla v Řecku a poté se uchýlil do exilu v Egyptě, kde roku 1983 zemřel v Káhiře ve věku 94 let. Byl pochován v Medině v Saúdské Arábii.

## Povstání v roce 2011

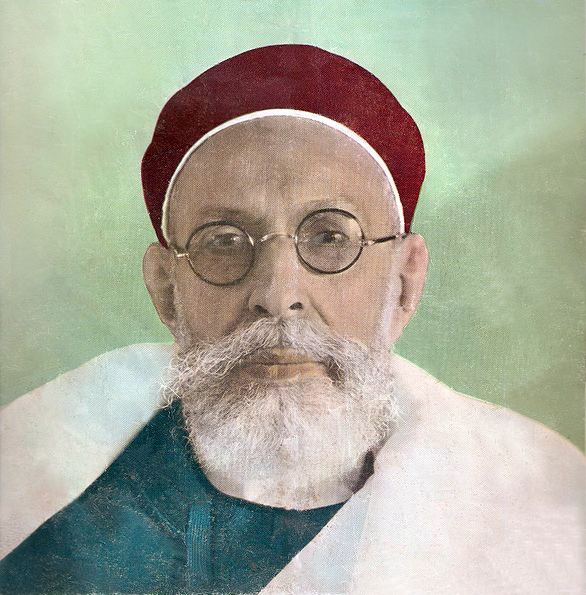
Král Idris I. na titulní straně libyjského časopisu Al Iza'a, 15. srpen 1965

Ačkoli král Idrís I. zemřel v exilu a většina dnešních Libyjců se narodila až po konci jeho panování, mnoho opozičních demonstrantů za libyjského povstání proti plukovníku Kaddáfímu, mělo připnutu trikolóru s barvami vlaky Libyjského království a v rukou drželi portréty krále, zejména v tradiční pevnosti Senussiů Kyrenaice.

## Vyznamenání
- velkostuha Řádu Nilu – Egypt
- velkokříž Řádu čestné legie – Francie
- velkokříž Řádu zásluh o Italskou republiku – Itálie
- řetěz Řádu al-Husajna bin Alího – Jordánsko
- velkostuha Národního řádu cedru – Libanon
- Řád Osmanie I. třídy – Osmanská říše, 1918
- Řád Medžidie II. třídy – Osmanská říše, 1918
- velkokříž Řádu Spasitele – Řecko
- čestný rytíř-komandér Řádu britského impéria – Spojené království, 1946
- čestný rytíř velkokříže Řádu britského impéria – Spojené království, 1. května 1954[7]
- velkostuha Řádu nezávislosti – Tunisko